# Teresa Margarida Redi
Teresa Margarida do Sagrado Coração, O.C.D. (15 de julho de 1747 - Arezzo, Grão-ducado da Toscana) foi uma freira carmelita descalça italiana. Durante sua breve vida de serviço tranquilo no mosteiro, ela passou a ser reverenciada por seus dons místicos. sendo posteriormente canonizada pela Igreja Católica em 1934.

## Vida
Ela nasceu Anna Maria Redi de uma grande família nobre em Arezzo, a segunda filha do Conde Ignazio Maria Redi e Camilla Billeti. Aos 9 anos de idade, ela foi matriculada no internato das monjas beneditinas do Mosteiro de Santa Apolônia, em Florença. Quando ela era mais velha, Teresa Margarida Redi começou a refletir sobre seu futuro. Um acontecimento casual a colocou no curso de sua vida. Uma ex-aluna da escola do Mosteiro havia retornado para despedir-se de seus antigos professores, quando ela estava entrando na comunidade das monjas carmelitas descalças da cidade. Teresa Margarida Redi ficou profundamente emocionada com o entusiasmo e a alegria que ela viu no rosto da freira mais velha. Ao refletir sobre isso, ela sentiu que de repente receber uma mensagem infundir o seu ser oriundo da fundadora da Ordem, a notável mística carmelita e fundadora, Teresa de Ávila.
Em abril de 1764, Teresa Margarida Redi havia completado seus estudos e seu pai a trouxe para casa. Uma vez lá, ela decidiu testar a si mesma para ver se ela poderia de fato lidar com os rigores da vida daquela Ordem. Finalmente, após essa chamada, em 1º de setembro de 1764, ela apresentou formalmente seu pedido de admissão às monjas carmelitas descalças reunidas do Mosteiro de Santa Teresa, em Florença. De acordo com o costume da época, ela então deixou o mosteiro por dois meses e permaneceu com uma amiga da família na cidade, enquanto aguardava uma resposta formal a sua carta de admissão.
Teresa Margarida Redi foi admitida no mosteiro em novembro de 1764. Em 11 de março do ano seguinte, ela recebeu o hábito religioso da Ordem e o nome religioso de Teresa Margarida Marianne do Sagrado Coração. Ela professou seus votos religiosos como membro da Ordem em 12 de março de 1766.
Teresa Margarida Redi era uma pessoa muito privada e espiritual. Ela foi designada para a enfermaria da comunidade, o que ela realizou com diligência. Ela tinha um dom especial para alcançar as freiras surdas e doentes mentais entre seus encargos. Ao mesmo tempo, ela foi capaz de crescer profundamente em sua vida interior. Ela teve uma experiência contemplativa especial a respeito das palavras de I João 4:8, "Deus é amor", que era uma frase que ela repetia com frequência. Apesar das constantes reprimendas e humilhações infligidas a ela pela prioritária da comunidade para testá-la, ela provou ser infalivelmente alegre.
No início de 1770, uma epidemia eclodiu na comunidade monástica. Teresa Margaret trabalhava incessantemente para as outras monjas. No início de março, ela parecia ter uma premonição de sua morte súbita, que ocorreu aos 23 anos de idade. Em 6 de março, tendo sido forçada a perder a refeição comunitária, ela estava comendo sozinha no refeitório quando teve um ataque repentino de uma dor semelhante à cólica que a deixou incapaz de chegar ao seu quarto até de manhã. Eventualmente, levando-a para a cama, ela convocou ajuda. Embora ela estivesse sofrendo muita dor, recusou-se a ser cuidada pelas outras freiras, a fim de não sobrecarregá-las. Dada a extrema-unção naquela tarde, ela perdeu então sua capacidade de falar ou de se mover. A morte logo se seguiu.

## Veneração
A doença que havia causado a morte de Teresa Margarida deixou seu corpo muito inchado e desfigurado. Consequentemente, as freiras hesitaram em permitir a visita normal para o público. Enquanto o corpo estava sendo transferido para a igreja, descobriu-se que a desfiguração foi revertida, e dois dias após sua morte seu corpo estava intacto Vendo isto, o Prior Provincial dos Frades Carmelitas Descalços permitiu um adiamento de seu funeral por mais 15 dias. Durante este tempo, o Arcebispo de Florença, vários sacerdotes e médicos, assim como a população da cidade, vieram e viram o estado de seu corpo. Muitos testemunharam mais tarde que o corpo estava tão perfeito como se ela estivesse dormindo, e não havia a menor evidência visível de decomposição.
Em 1806, a priora e freiras de Santa Teresa em Florença tentaram promover a beatificação da freira mística publicando uma biografia. O processo foi finalmente aprovado em 1929 e sua canonização seguiu o mesmo caminho em 1934. Teresa Margaret é uma das sete monjas carmelitas descalças a ter sido declarada santa. As outras seis são: Santa Teresa de Ávila, Teresa Benedicta da Cruz, Teresa de Los Andes, Elizabeth da Trindade, Teresa de Lisieux, e Mariam Baouardy.
Seu corpo incorrupto encontra-se na igreja do Mosteiro dos Carmelitas Descalços, em Florença.

## Espiritualidade
Seu diretor espiritual, Padre Ildephonse de São Luís Gonzaga, durante seu processo canônico, explicou seu itinerário espiritual: ela seguiu o caminho teresiano da assídua contemplação da santa humanidade de Jesus, que trata-se do Verbo encarnado de Deus dentro da Santíssima Trindade a sua devoção ao Sagrado Coração Jesus que abrange todos os aspectos de sua espiritualidade e vida religiosa.
Na Ordem dos Carmelitas, Teresa Margarida Redi não é considerada uma "mestra espiritual", mas uma "testemunha". Ela testemunhou através de sua vida no Carmelo, em sua mais pura expressão ascética e contemplativa, que nossa vida é capaz de levar a alma à união mais íntima com Deus. O Sagrado Coração de Jesus, onde ela sabia como se esconder para amar, é a morada para a qual ela nos convida.
O Padre Ildephonse também testemunhará que a santa teve uma grande graça contemplativa num domingo depois de Pentecostes, em 1767, que iluminou sua compreensão do amor de Deus e da Trindade, uma iluminação que ela foi capaz de compartilhar com ele, e assim instruí-lo.

Citação de Teresa Margarida do Sagrado Coração de Jesus: 
"Este amor (com o qual Deus nos ama) é o próprio amor com o qual Deus se ama desde toda a eternidade, é o espírito de Deus, que é sua vida e seu sopro, que é o Espírito Santo. [...] Além disso, quando se diz que aquele que está apaixonado está em Deus e Deus nele, isso significa que ele vive pela vida de Deus, e Deus, de certa forma, pela vida de sua vida". (Santa Teresa Margarida Redi).

## Canonização
Ela foi beatificada pelo Papa Pio XI em 9 de junho de 1929 e canonizada por Pio XI em 13 de março de 1934. Ela é celebrada em 7 de março na Igreja, mas sua festa é celebrada na Ordem dos Carmelitas em 1º de setembro, com o grau de memória.

## Pinturas
Os quadros mais antigos de Santa Teresa Margarida Redi foram feitos pela artista Anna Piatoli, imediatamente após a morte de Teresa Margarida Redi. Estas pinturas são mantidas no Mosteiro de Santa Teresa em Florença7.